# Barcelona Trail Races

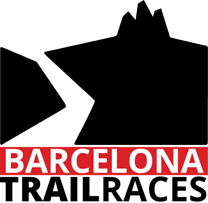
Barcelona Trail Races Logo

Barcelona Trail Races, kurz BTR (ursprünglich auch bekannt als Ultratrail Collserola, kurz UTC, in ersten Jahren von 2013 bis 2015) ist eine Laufveranstaltung, die mehrere Trail-Running Distanzen bzw. Bergläufe umfasst. Das Event findet jedes Jahr im Naturpark Collserola statt, einem stadtnahen Waldgebiet bei Barcelona, Katalonien, Spanien.
Die Veranstaltung wurde 2013 erstmals ausgetragen mit drei Laufdistanzen und 1500 Teilnehmern.

## Veranstaltungen
| Datum       | Start / Ende                            |                                                    | Lauf 1   | Lauf 2   | Lauf 3   | Lauf 4   | Staffellauf        |
| ----------- | --------------------------------------- | -------------------------------------------------- | -------- | -------- | -------- | -------- | ------------------ |
| 23 Nov 2013 | CEM Can Caralleu, Sarrià, Barcelona     | Compressport Ultratrail Collserola                 | 74 km    | 43 km    | 21 km    | —        | —                  |
| 22 Nov 2014 | CEM Les Moreres, Esplugues de Llobregat | Helly Hansen Ultratrail Collserola by Compressport | 80 km    | 45 km    | 23 km    | —        | —                  |
| 21 Nov 2015 | CEM Mundet, Horta, Barcelona            | Helly Hansen Ultratrail Collserola by Compressport | 85 km    | 38 km    | 23 km    | 10 km    | —                  |
| 26 Nov 2016 | Horta Velodrome, Barcelona              | Helly Hansen Barcelona Trail Races by Polar        | 76 km    | 46 km    | —        | —        | —                  |
| 25 Nov 2017 | Horta Velodrome, Barcelona              | Barcelona Trail Races                              | 76 km    | —        | —        | —        | 47 + 29 km = 76 km |
| 24 Nov 2018 | Horta Velodrome, Barcelona              | Barcelona Trail Races                              | 76 km    | —        | —        | —        | 76 km              |
| 23 Nov 2019 | Horta Velodrome, Barcelona              | Barcelona Trail Races                              | 76 km    | —        | —        | —        | 76 km              |
| 21 Nov 2020 | Abgesagt                                | Abgesagt                                           | Abgesagt | Abgesagt | Abgesagt | Abgesagt | Abgesagt           |
| 20 Nov 2021 |                                         |                                                    |          |          |          |          |                    |
| 19 Nov 2022 |                                         |                                                    |          |          |          |          |                    |

## Gewinner

### Frauen
| 2013  | 2013                        | 2013    | 2013  | 2013                 | 2013    | 2013  | 2013                  | 2013    |
| 74 km | 74 km                       | 74 km   | 43 km | 43 km                | 43 km   | 21 km | 21 km                 | 21 km   |
| ----- | --------------------------- | ------- | ----- | -------------------- | ------- | ----- | --------------------- | ------- |
| 1     | Judit Franch Pons           | 8:10:37 | 1     | Emma Roca            | 3:59:57 | 1     | Fernanda Maciel (BRA) | 1:59:12 |
| 2     | Djanina Freytag (FRA)       | 8:53:22 | 2     | Paivi Linna (FIN)    | 4:43:40 | 2     | Merçè Font Roca       | 2:07:38 |
| 3     | Mª Carmen Sánchez Izquierdo | 9:26:03 | 3     | Bárbara Sagi Barrera | 4:54:21 | 3     | Silvia Tremoleda      | 2:11:55 |

| 2014  | 2014                        | 2014    | 2014  | 2014                 | 2014    | 2014  | 2014                   | 2014    |
| 80 km | 80 km                       | 80 km   | 45 km | 45 km                | 45 km   | 23 km | 23 km                  | 23 km   |
| ----- | --------------------------- | ------- | ----- | -------------------- | ------- | ----- | ---------------------- | ------- |
| 1     | Laia Díez Fontanet          | 8:27:00 | 1     | Eva Mesado Ortiz     | 4:28:43 | 1     | Laura Sanzberro Solana | 2:03:49 |
| 2     | Beatriz Pascuas Medel       | 9:28:39 | 2     | Sarah Eriksson (SWE) | 4:37:14 | 2     | Marie Paturel (FRA)    | 2:05:03 |
| 3     | Mª Carmen Sánchez Izquierdo | 9:45:54 | 3     | Andrea Tolve (UK)    | 4:39:05 | 3     | Angela Garcia Femenia  | 2:12:56 |

| 2015  | 2015                   | 2015     | 2015  | 2015                        | 2015    | 2015  | 2015                   | 2015    | 2015  | 2015                | 2015    |
| 85 km | 85 km                  | 85 km    | 38 km | 38 km                       | 38 km   | 23 km | 23 km                  | 23 km   | 10 km | 10 km               | 10 km   |
| ----- | ---------------------- | -------- | ----- | --------------------------- | ------- | ----- | ---------------------- | ------- | ----- | ------------------- | ------- |
| 1     | Carme Tort Creus       | 9:44:24  | 1     | Eva Mesado                  | 3:50:09 | 1     | Laura Sanzberro Solana | 2:04:22 | 1     | Marta Palau Garriga | 1:01:45 |
| 2     | Anna Macià Erra        | 9:55:09  | 2     | Raquel Velasco Peidró       | 4:00:53 | 2     | Marta Martin Morata    | 2:14:24 | 2     | Carol Mace (FRA)    | 1:02:04 |
| 3     | Carolina Guillen Muñoz | 10:24:07 | 3     | Mª Carmen Sánchez Izquierdo | 4:18:02 | 3     | Noa Arias Manga        | 2:16:41 | 3     | Núria Miró Codina   | 1:04:20 |

| 2016  | 2016               | 2016    | 2016  | 2016               | 2016    |
| 76 km | 76 km              | 76 km   | 46 km | 46 km              | 46 km   |
| ----- | ------------------ | ------- | ----- | ------------------ | ------- |
| 1     | Laia Díez Fontanet | 7:55:32 | 1     | Eva Mesado Ortiz   | 4:39:40 |
| 2     | Marta Prat Llorens | 8:40:35 | 2     | Natalie White (UK) | 4:50:53 |
| 3     | Julia Fatton (GER) | 8:52:50 | 3     | Ester Casas Gimeno | 4:56:44 |

| 2017  | 2017  | 2017  | 2017  | 2017  | 2017  |
| 76 km | 76 km | 76 km | 76 km | 76 km | 76 km |
| ----- | ----- | ----- | ----- | ----- | ----- |
| 1     |       |       |       |       |       |
| 2     |       |       |       |       |       |
| 3     |       |       |       |       |       |

### Männer

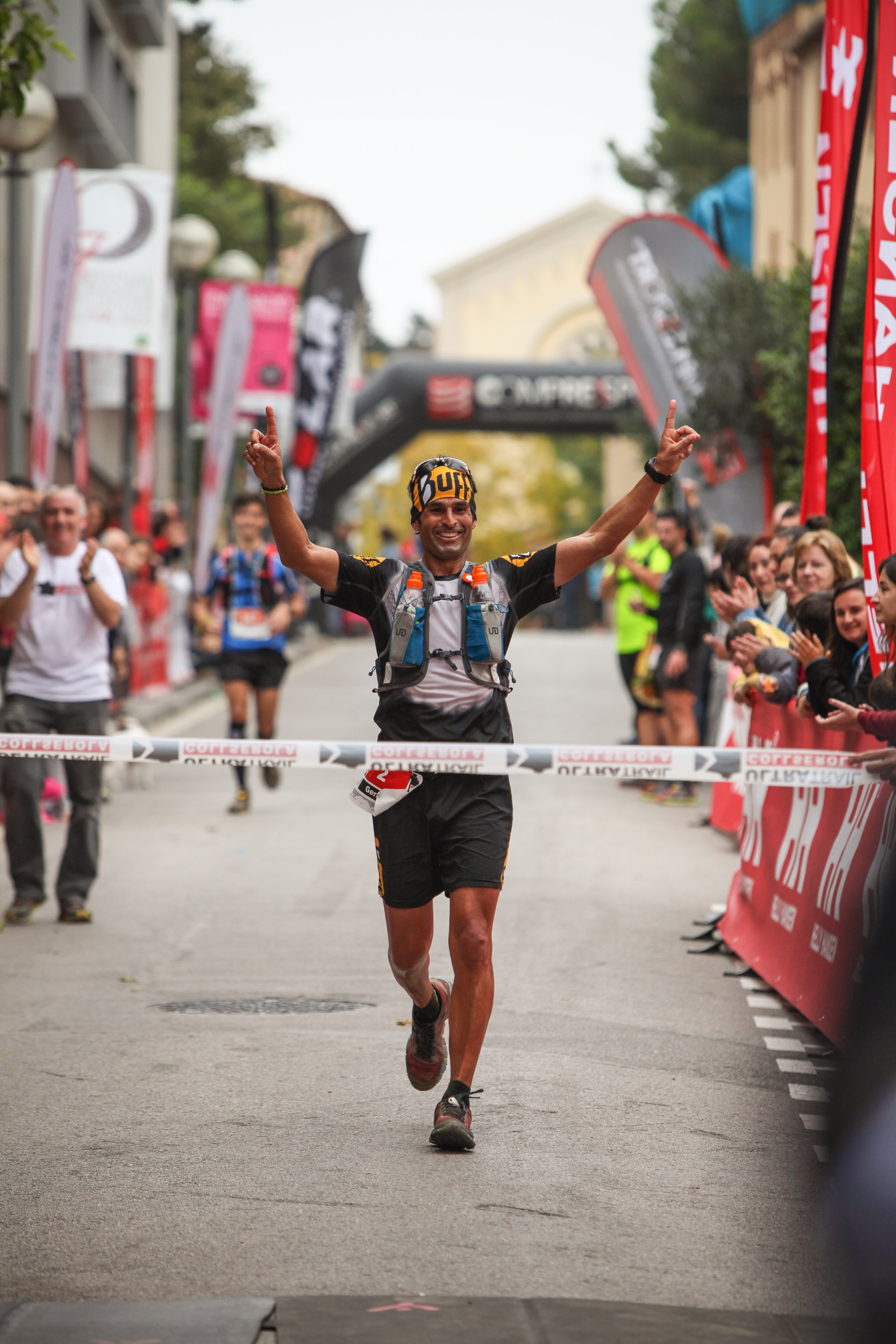
Gerard Morales. Ultratrail Collserola 2014

| 2013  | 2013             | 2013    | 2013  | 2013                  | 2013    | 2013  | 2013                     | 2013    |
| 74 km | 74 km            | 74 km   | 43 km | 43 km                 | 43 km   | 21 km | 21 km                    | 21 km   |
| ----- | ---------------- | ------- | ----- | --------------------- | ------- | ----- | ------------------------ | ------- |
| 1     | Toti Bes Ginesta | 6:29:00 | 1     | Carles Sànchez Casals | 3:44:53 | 1     | Marc Roig Tió            | 1:41:18 |
| 2     | Pau Zamora Perez | 6:43:12 | 2     | Salvador Milan Marco  | 4:15:11 | 2     | Alejandro Martinez Núñez | 1:42:20 |
| 3     | Pau Capell Gil   | 6:45:43 | 3     | Manel Casoni Rero     | 4:22:34 | 3     | Xavier Serra Termens     | 1:43:40 |

| 2014  | 2014                   | 2014    | 2014  | 2014                     | 2014    | 2014  | 2014                    | 2014    |
| 80 km | 80 km                  | 80 km   | 45 km | 45 km                    | 45 km   | 23 km | 23 km                   | 23 km   |
| ----- | ---------------------- | ------- | ----- | ------------------------ | ------- | ----- | ----------------------- | ------- |
| 1     | Gerard Morales Ramirez | 6:57:12 | 1     | Emilio Fernandez Puente  | 3:3:51  | 1     | Oriol Barbany Bofill    | 1:47:35 |
| 2     | Iván Ortiz Carrión     | 7:02:39 | 2     | Alejandro Martinez Nuñez | 3:54:37 | 2     | Boris Valles Alonso     | 1:48:12 |
| 3     | Javi Castillo Lozano   | 7:02:56 | 3     | Ferran Mascaro Zamora    | 3:54:50 | 3     | Carlos Lancharro Arroyo | 1:49:16 |

| 2015  | 2015                  | 2015    | 2015  | 2015                    | 2015    | 2015  | 2015                  | 2015    | 2015  | 2015                         | 2015  |
| 85 km | 85 km                 | 85 km   | 38 km | 38 km                   | 38 km   | 23 km | 23 km                 | 23 km   | 10 km | 10 km                        | 10 km |
| ----- | --------------------- | ------- | ----- | ----------------------- | ------- | ----- | --------------------- | ------- | ----- | ---------------------------- | ----- |
| 1     | Iván Camps Puga       | 8:04:25 | 1     | Roberto Heras           | 3:02:55 | 1     | Andreu Marimon Sastre | 1:45:48 | 1     | Juan Antonio Rodriguez Galan | 46:59 |
| 2     | Carles Sànchez Casals | 8:05:12 | 2     | Pau Zamora Perez        | 3:07:47 | 2     | Daniel Sagrera Vulart | 1:47:03 | 2     | Marco P. Seco Vaz            | 47:16 |
| 3     | Javi Castillo Loano   | 8:14:43 | 3     | Francisco Perez Verdugo | 3:08:14 | 3     | Eudald Murtra         | 1:47:04 | 3     | Gerard Badia Mondon          | 48:46 |

| 2016  | 2016                        | 2016    | 2016  | 2016                   | 2016    |
| 76 km | 76 km                       | 76 km   | 46 km | 46 km                  | 46 km   |
| ----- | --------------------------- | ------- | ----- | ---------------------- | ------- |
| 1     | Anders Aagaard Hansen (DEN) | 6:59:22 | 1     | Andrejs Jesko (LAT)    | 3:41:39 |
| 2     | Miguel Angel González Cano  | 7:09:49 | 2     | David López Hernández  | 3:53:56 |
| 3     | Sergi Masip Cosin           | 7:11:56 | 3     | Mikita Hryhoryeu (BLR) | 3:54:54 |

| 2017  | 2017  | 2017  | 2017  | 2017  | 2017  |
| 76 km | 76 km | 76 km | 76 km | 76 km | 76 km |
| ----- | ----- | ----- | ----- | ----- | ----- |
| 1     |       |       |       |       |       |
| 2     |       |       |       |       |       |
| 3     |       |       |       |       |       |

## Bilder

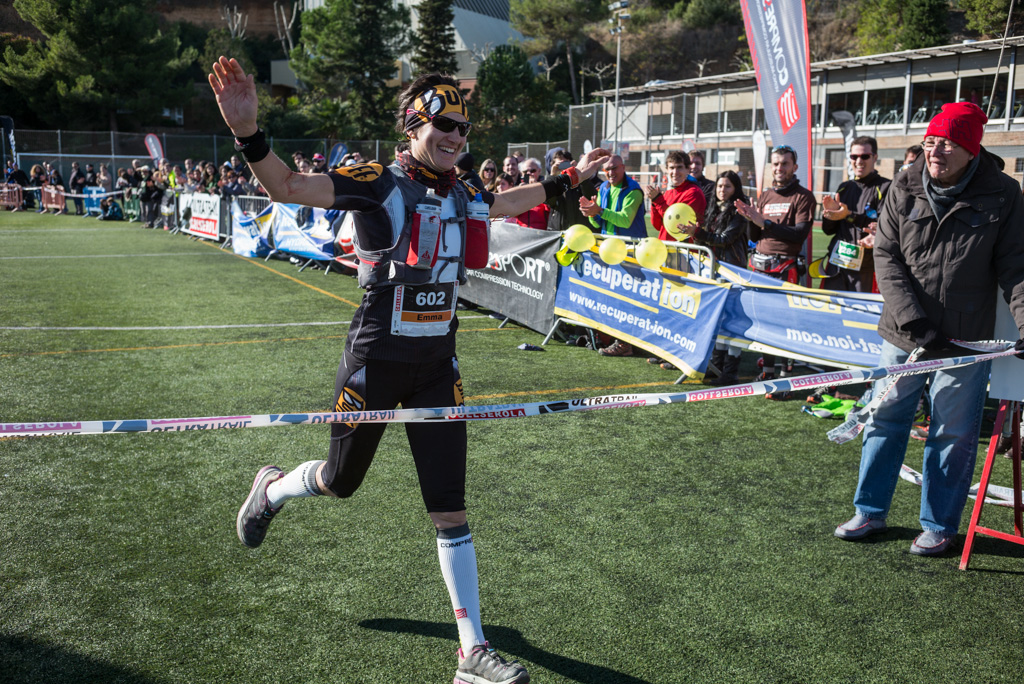
Emma Roca. Ultratrail Collserola 2013
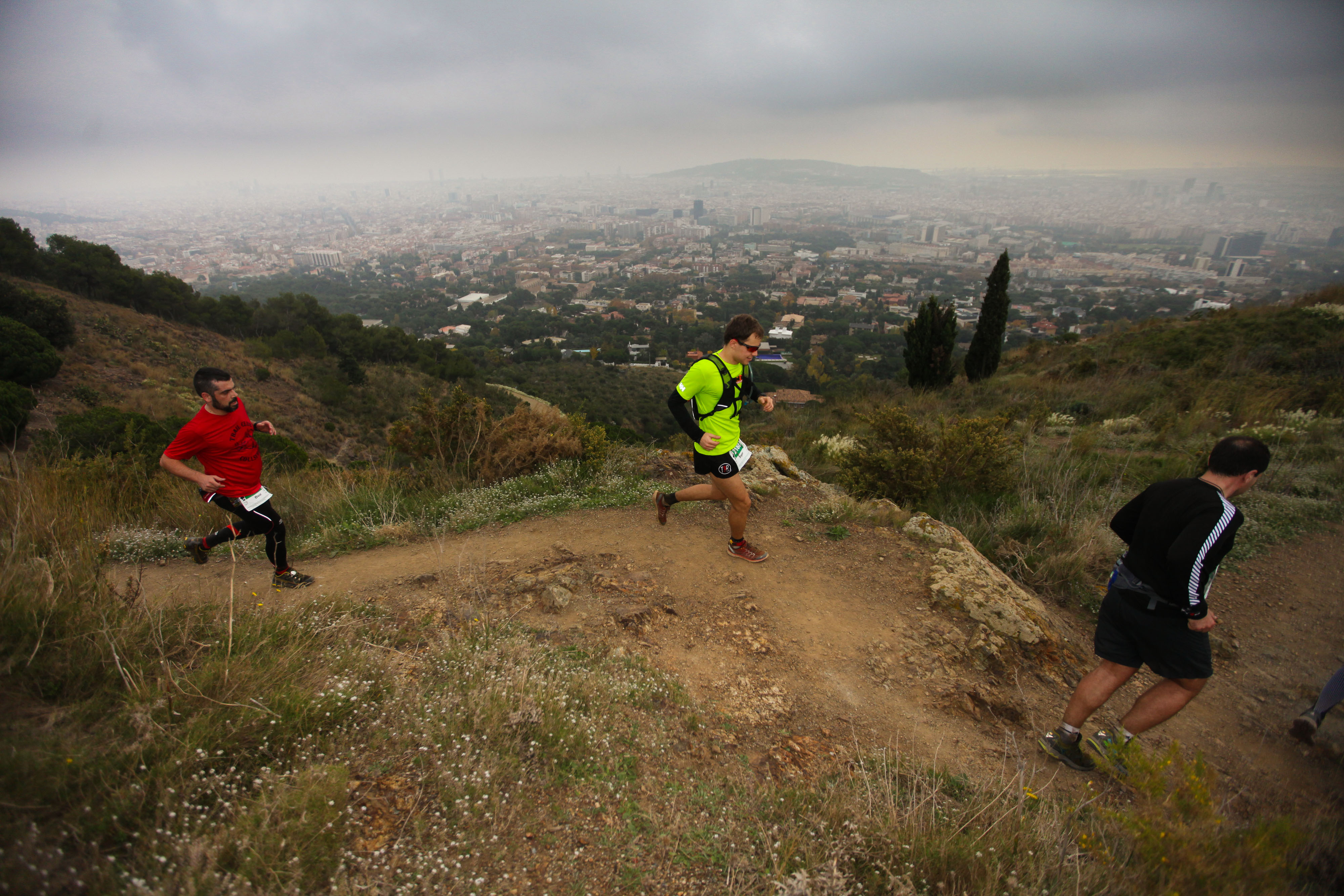
Ultratrail Collserola 2014
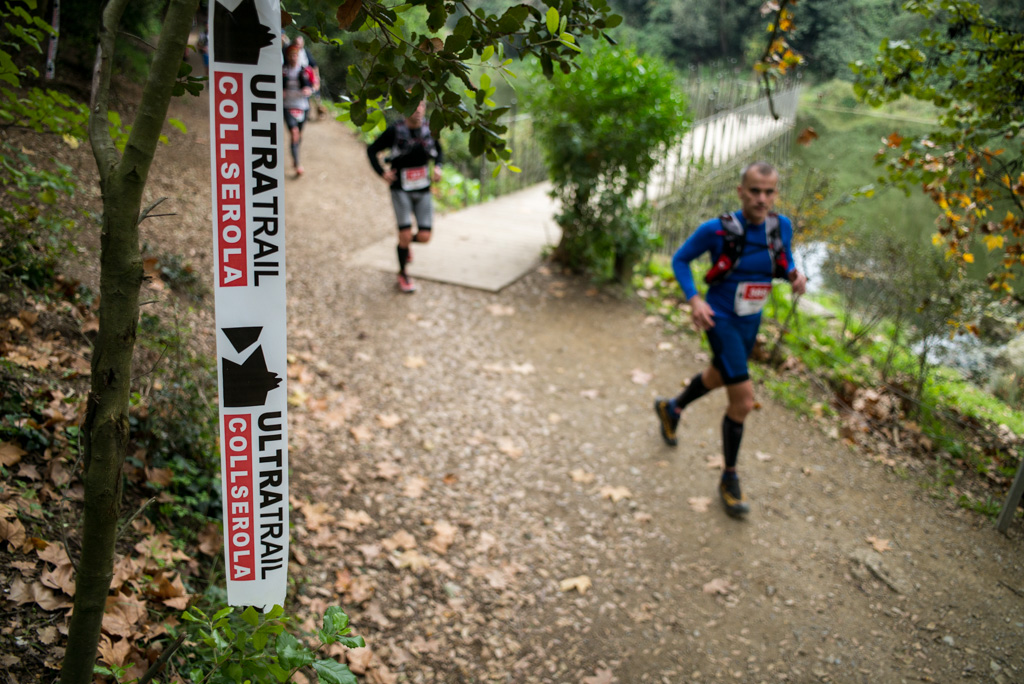
Ultratrail Collserola 2014. Vallvidrera, Collserola.
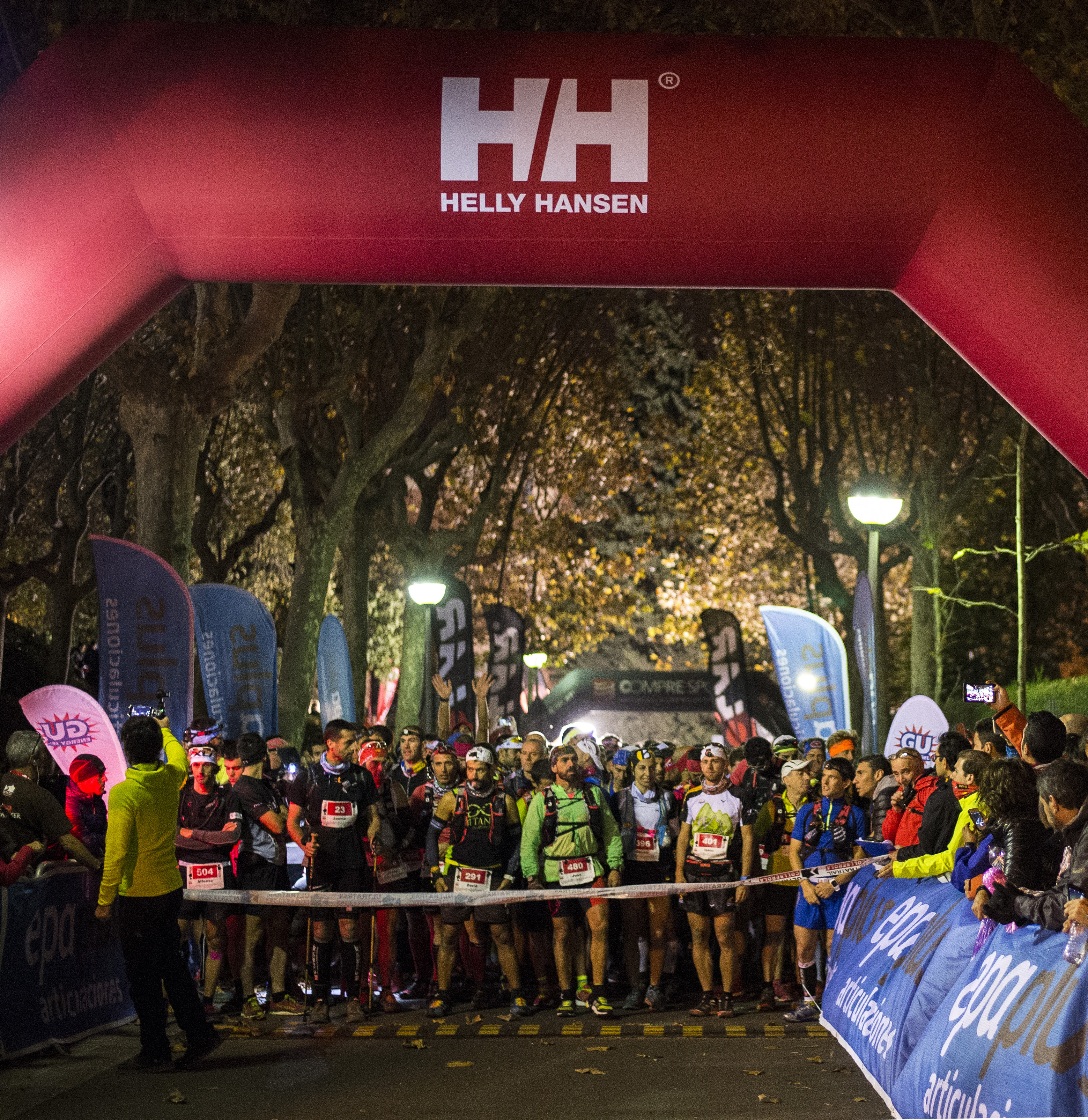
Sart. Ultratrail Collserola 2015.
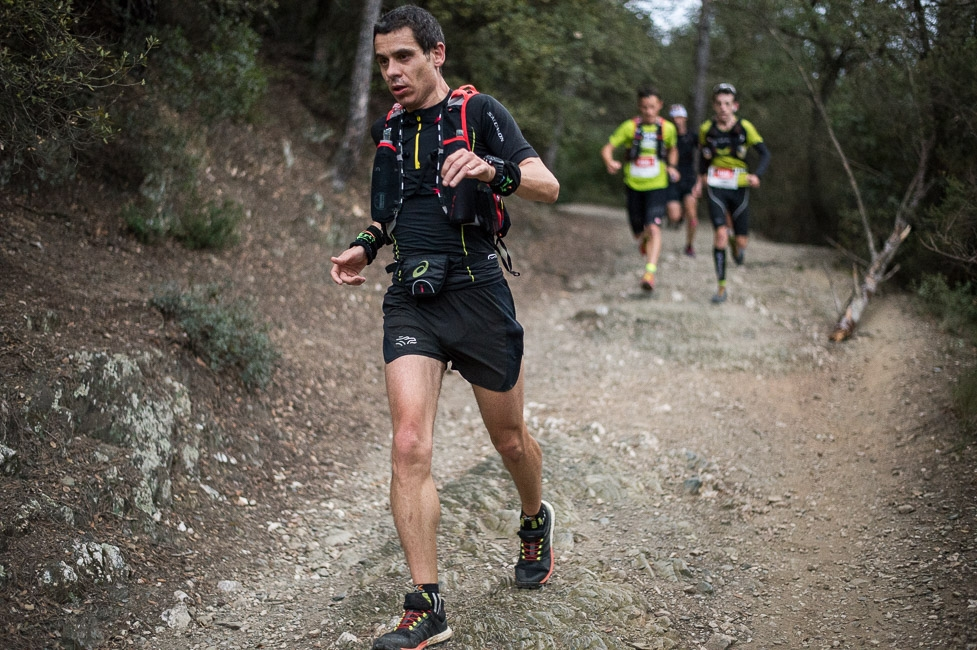
Carles Sanchez. Ultratrail Collserola 2015.
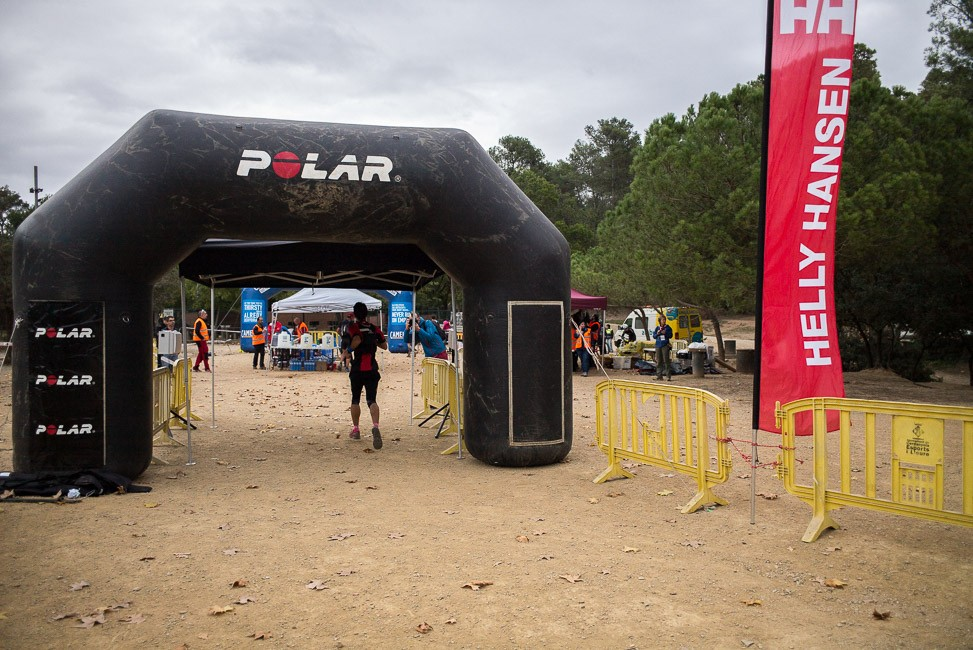
Can Coll, Cerdanyola del Vallès. Ultratrail Collserola 2015.
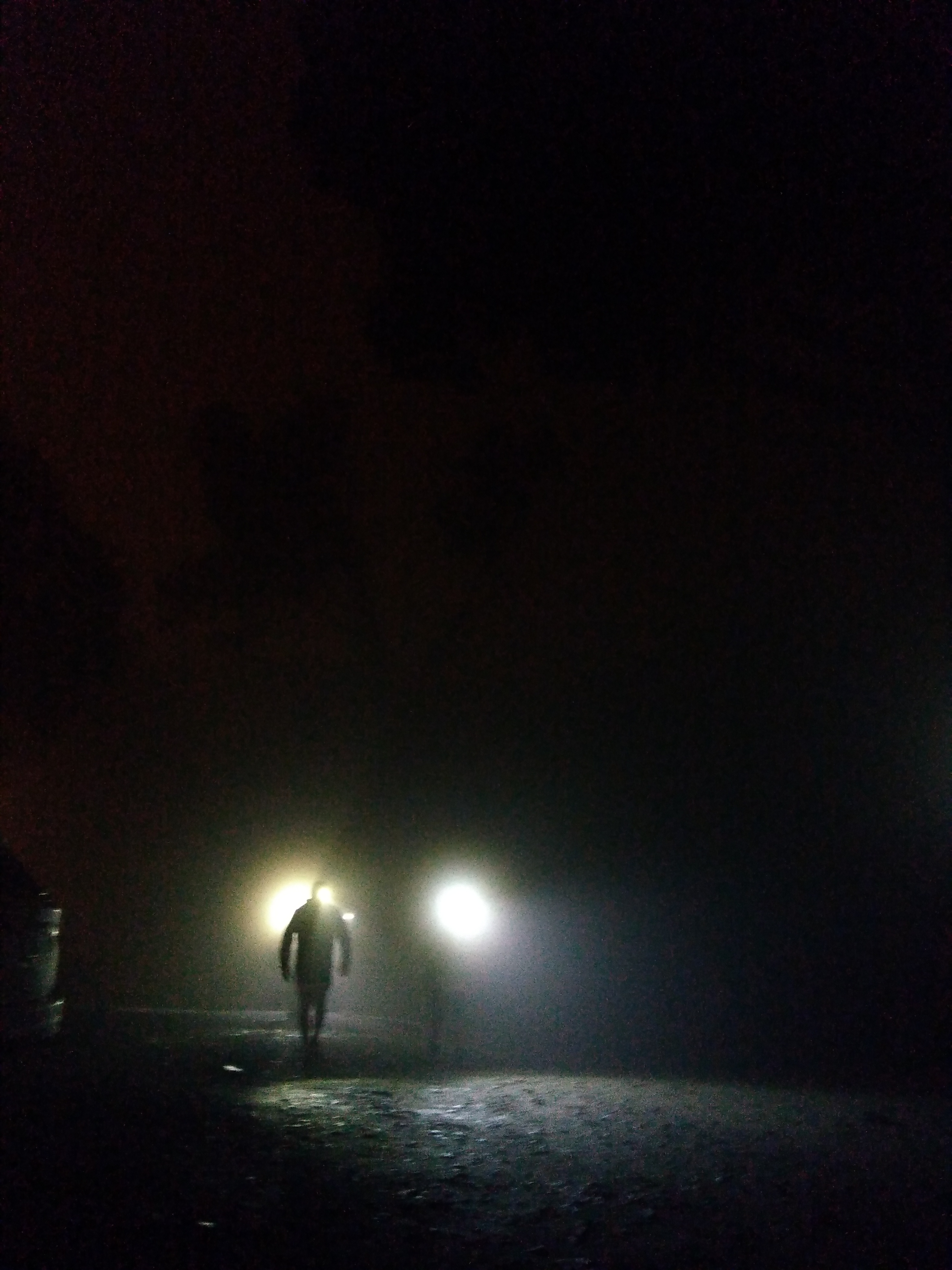
Vista Rica, Collserola, 9pm. Barcelona Trail Races 2016.